# Die Schatzkammer des Ynka
Die Schatzkammer des Ynka (LoWV 36) ist eine große romantische Oper in fünf Akten von Albert Lortzing aus dem Jahr 1836 auf ein Libretto von Robert Blum nach der Erzählung Die Schatzkammer der Ynka von Karl Adolf von Wachsmann (1787–1862). Lediglich ein Festmarsch aus dem ersten Akt konnte am 3. August 1837 am Stadttheater Leipzig zur Uraufführung gebracht werden, in voller Länge wurde das Werk nie aufgeführt. Textbuch, Klavierauszug und Partitur gelten mittlerweile als verschollen, Lortzing hat das Werk offenbar selbst vernichtet.